# Крайнер, Лори
Ло́рен Ма́ргарет Кра́йнер-Валланку́р (англ. Lauren Margaret Kreiner-Vaillancourt; род. 30 июня 1954, Тимминс) — канадская горнолыжница, специалистка по слалому, гигантскому слалому, скоростному спуску и комбинации. Выступала за сборную Канады по горнолыжному спорту в 1971—1976 годах, участница двух зимних Олимпийских игр.

## Биография
Лори Крайнер родилась 30 июня 1954 года в городе Тимминс провинции Онтарио, Канада. Начала заниматься горнолыжным спортом уже в раннем детстве — проходила подготовку под руководством своего отца Гарольда Крайнера, который в то время являлся штатным врачом канадской национальной сборной, в частности находился при команде на чемпионате мира в Портильо и на Олимпиаде в Гренобле.
В 1971 году впервые вошла в основной состав канадской национальной сборной и дебютировала в Кубке мира — на этапе в итальянском Сестриере закрыла в скоростном спуске десятку сильнейших.
Благодаря череде удачных выступлений удостоилась права защищать честь страны на зимних Олимпийских играх 1972 года в Саппоро — показала здесь двенадцатый результат в слаломе, двадцатый результат в скоростном спуске, тогда как в зачёте гигантского слалома была близка к попаданию в число призёров, став четвёртой.
После Олимпиады осталась в составе главной горнолыжной команды Канады и продолжила принимать участие в крупнейших международных соревнованиях. На этапах Кубка мира регулярно оказывалась в десятке лучших спортсменок, хотя подняться на подиум в какой-либо дисциплине ей ни разу не удалось. Наивысший результат — четвёртое место в скоростном спуске на этапе в немецком Пфронтене в 1973 году.
Находясь в числе лидеров канадской национальной сборной, Крайнер благополучно прошла отбор на Олимпийские игры 1976 года в Инсбруке — на сей раз заняла 14 место в слаломе, 27 место в гигантском слаломе, 16 место в скоростном спуске и 7 место в комбинации в рамках разыгрывавшегося здесь мирового первенства по горнолыжному спорту. Вскоре по окончании этих соревнований приняла решение завершить карьеру профессиональной спортсменки, уступив место в сборной молодым канадским горнолыжницам.
Её младшая сестра Кэти Крайнер добилась в горнолыжном спорте гораздо больших успехов, является олимпийской чемпионкой в гигантском слаломе.